# Yamaha YZF-R1

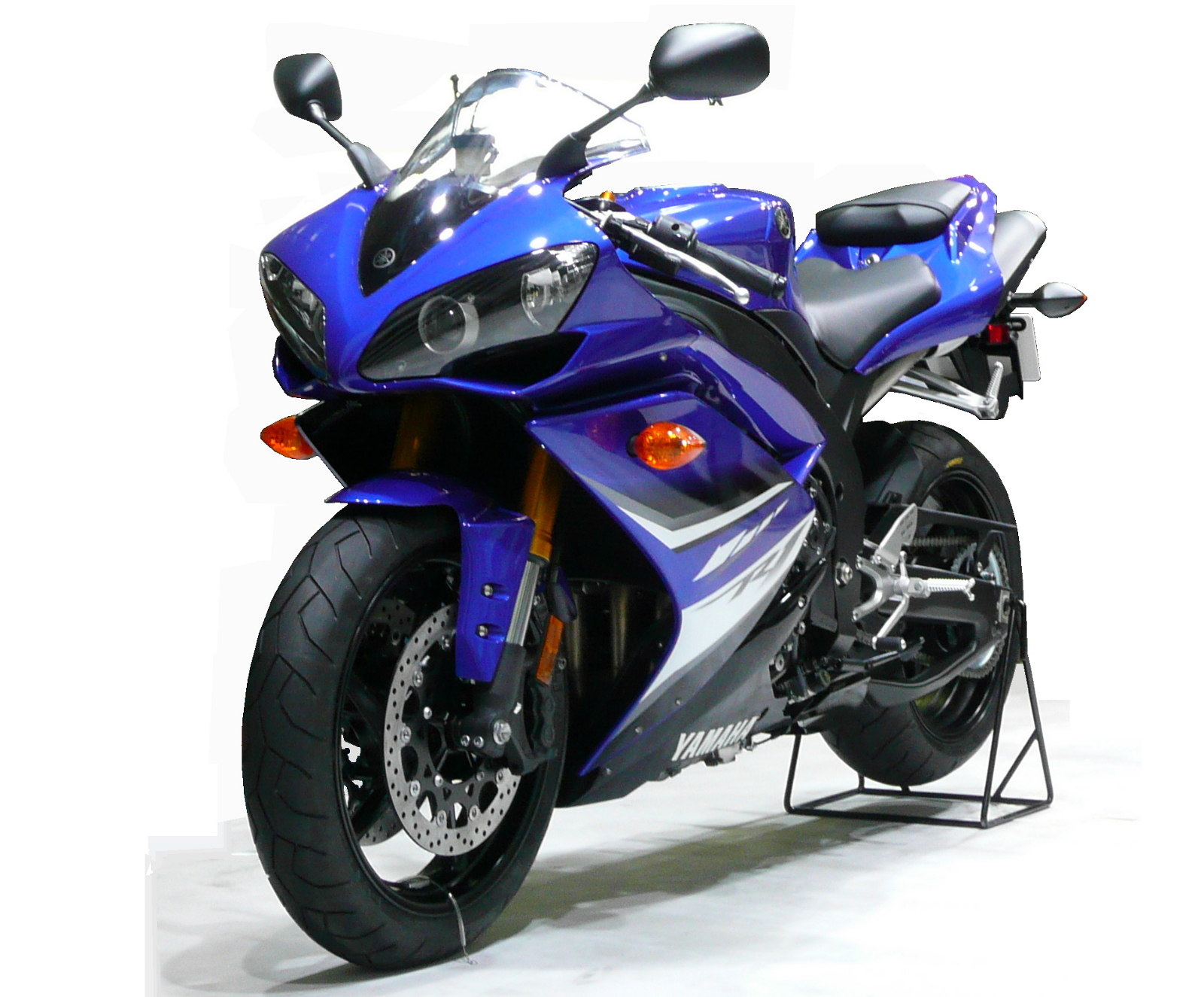
YZF-R1 2008

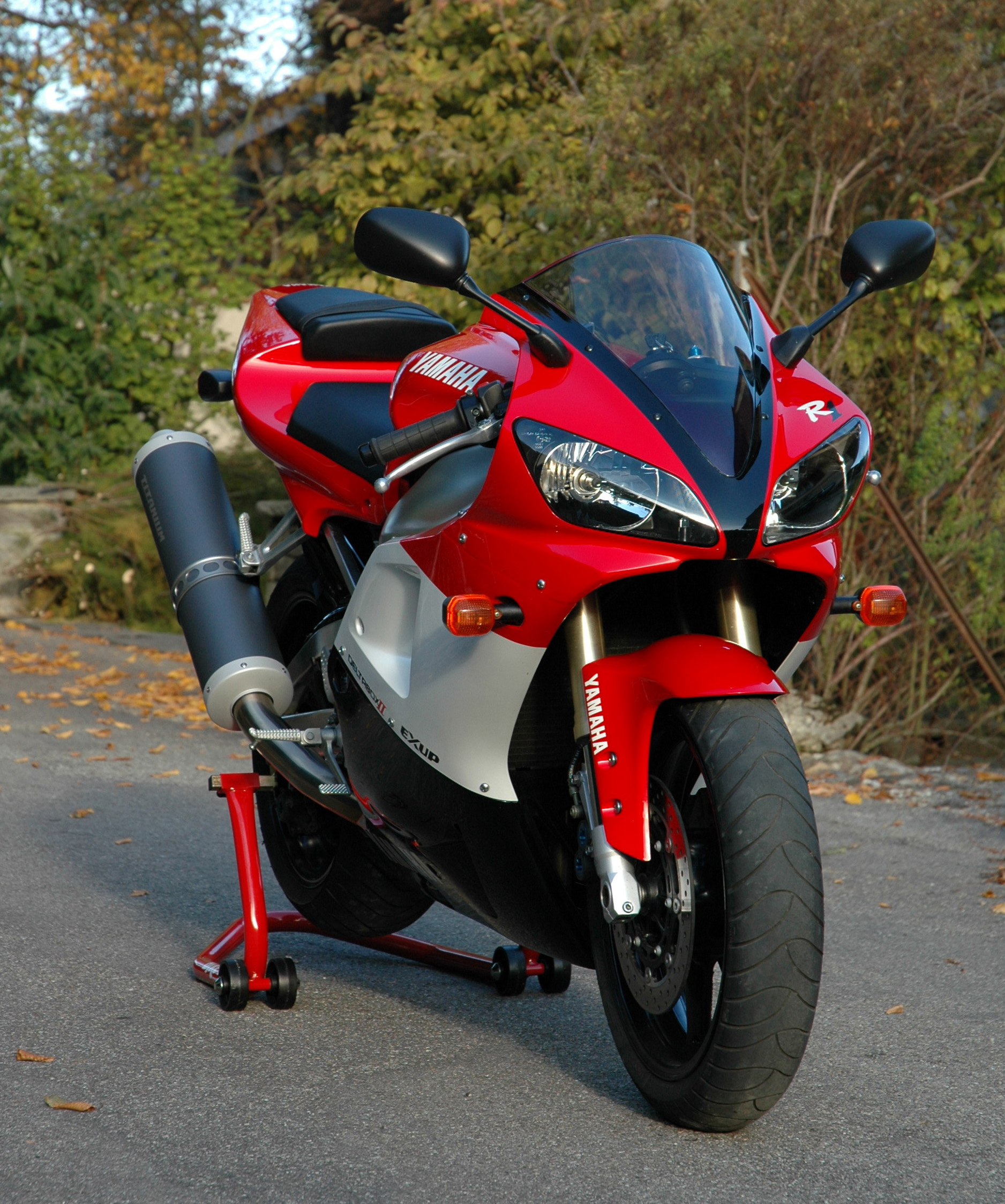
YZF-R1 2001

Yamaha YZF-R1 är en sportmotorcykel med en cylindervolym strax under 1000 cm3 tillverkad av Yamaha Motor Company. Den första R1 rullades ut på öppen väg 1998, men modellen har sedan dess förfinats både motormässigt och chassimässigt.

## Tekniska data

### Motor
Motorn har sitt ursprung i Genesis-designen som gjorde debut på Yamaha FZ750 i mitten av åttiotalet. Två unika aspekter med den motor var ett framåtlutat motorblock och 5 ventiler per cylinder. 5-ventilstekniken hängde med till YZF-R1 men övergavs till förmån för traditionell 4-ventilsteknik till årsmodell 2007.
Dagens motor är en vätskekyld rak 4-cylindrig fyrtaktsmotor med 4 ventiler per cylinder och dubbla överliggande kamaxlar. Motorn är mycket kortslagig (53,6 mm) och optimerad för höga varvtal. Motorn har våtsumpsmörjning där oljan delas med växellåda och koppling och elektronik bränsleinsprutning.
- Effekten enligt databladet 180 hk (132,4 kW) vid 12500 varv/min
- Max vridmoment 112,7 Nm vid 10000 varv/min

### Transmission
R1 har en sexstegs växellåda. Kopplingen är en flerskivig våtkoppling med funktion för att begränsad hård motorbromsning så kallad slirkoppling (Slipper clutch). Växellåda och koppling är integrerad i motorblocket och delar smörjning med motorn.

### Chassi
Ramen är en så kallad Deltaboxkonstruktion i aluminium.
Plats för 2 personer.
- Torrvikt: 173 kg
- Sitthöjd: 835 mm
- Hjulbas: 1415 mm

## Racing

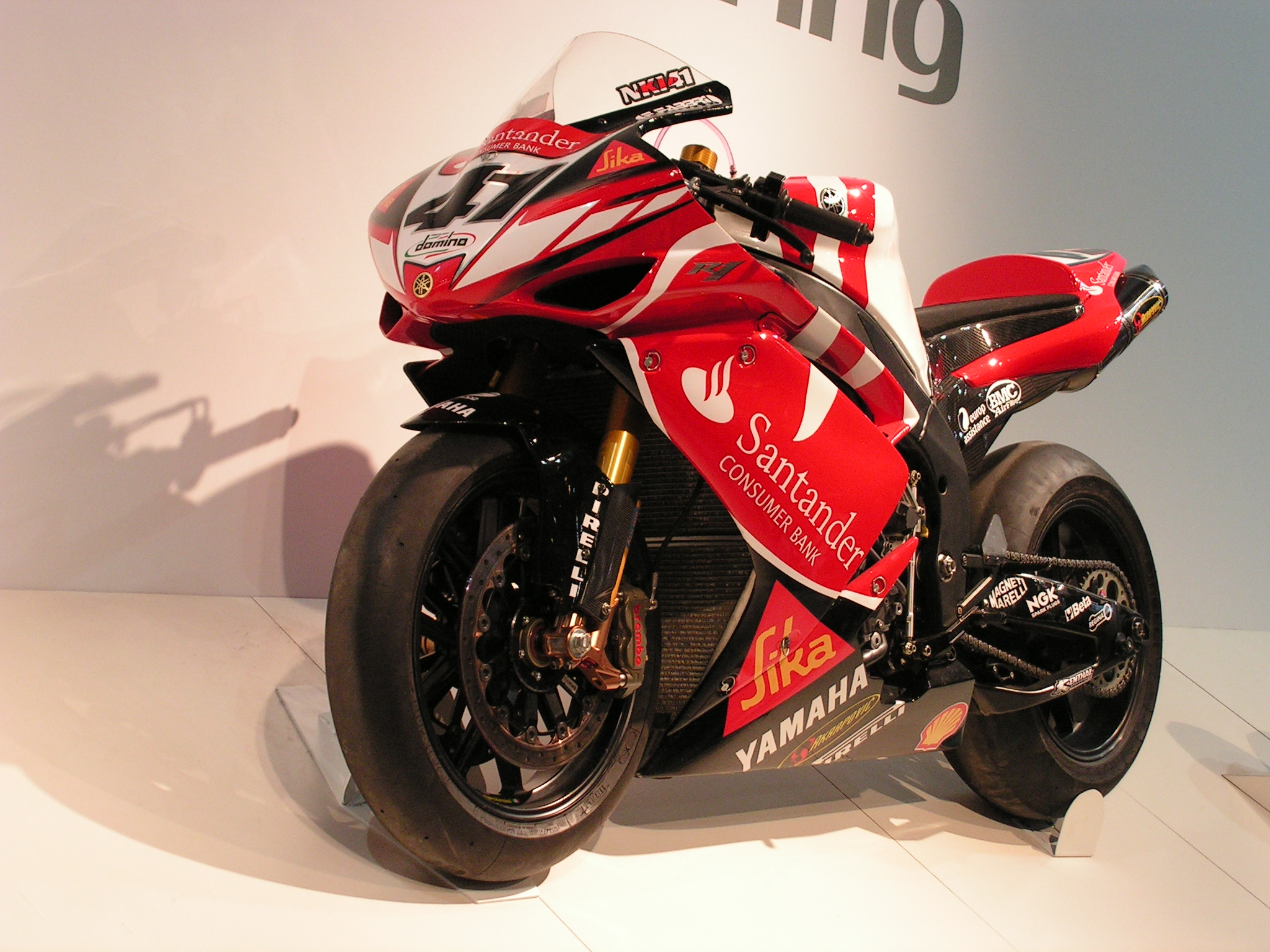
Hagas YZF-R1 superbike-racer 2007

Stallet Yamaha Italia tävlar framgångsrikt med en kraftigt optimerad version av YZF-R1 i Superbike-VM. Förare är japanen Noriyuki Haga och australiensaren Troy Corser. 2007 slutat Haga två i VM endast två poäng efter segraren James Toseland på en Honda Fireblade.
YZF-R1 är en populär hoj bland superbike-, superstock- och enduranceförare i olika serier och nivåer.

## Konkurrenter
Roadracinginspirierade litersmaskiner finns all de stora japanska fabrikernas sortiment och även från några mindre europeiska fabriker:
- Suzuki GSX-R 1000 - populärt kallad Gixxer
- Kawasaki Ninja ZX10R och tidigare ZX9R
- Honda Fireblade
- Ducati 1098 och föregångarna 999, 998, 996 och 916.
- Triumph Daytona
- Aprilia RSV Mille